# Firuzabad (Fars)
Firuzabad (pers. فيروزآباد) – miasto w Iranie, w ostanie Fars. W 2011 roku miasto liczyło 64 969 mieszkańców.